# Proutista dentata
Proutista dentata är en insektsart som först beskrevs av Buckton 1896.  Proutista dentata ingår i släktet Proutista och familjen Derbidae. Inga underarter finns listade i Catalogue of Life.